# یکسل اوسمانوفسکی
یکسل اوسمانوفسکی (انگلیسی: Yksel Osmanovski؛ زادهٔ ۲۴ فوریهٔ ۱۹۷۷) بازیکن سابق فوتبال ترک‌تبار و مقدونیه‌ای‌تبار اهل سوئد است.
از باشگاه‌هایی که در آن بازی کرده است می‌توان به باشگاه فوتبال تورینو، باشگاه فوتبال باری، باشگاه فوتبال مالمو، و باشگاه فوتبال بوردو اشاره کرد.
وی همچنین در تیم‌های ملی فوتبال زیر ۲۱ سال سوئد و سوئد بازی کرده است.